# Digital Compact Cassette

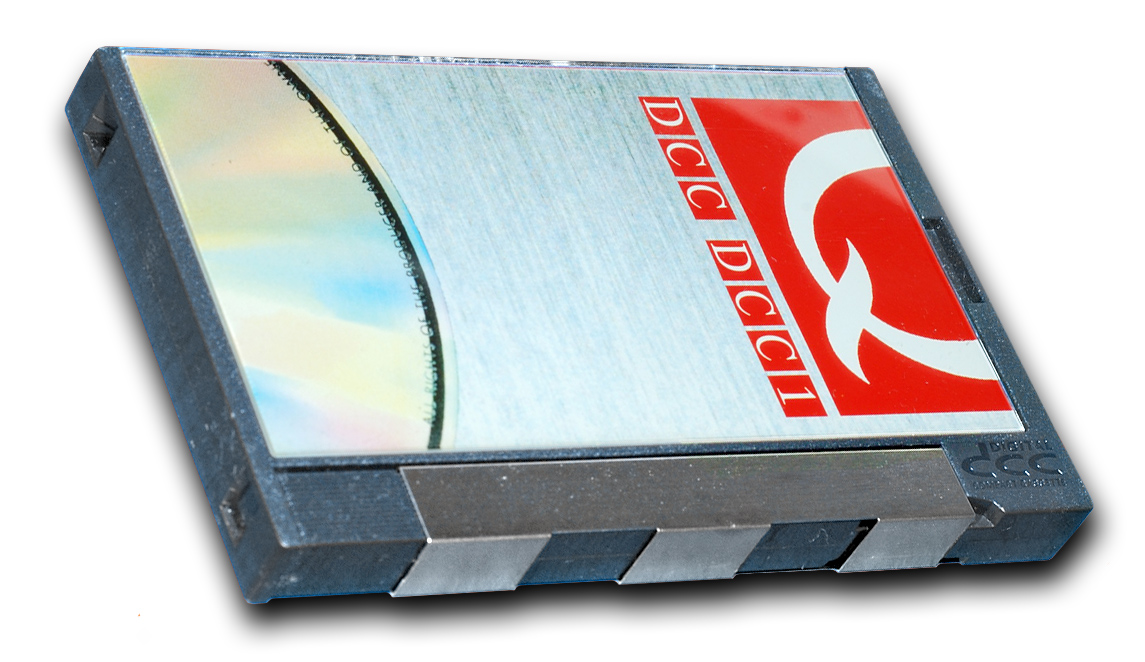
Digital Compact Cassette

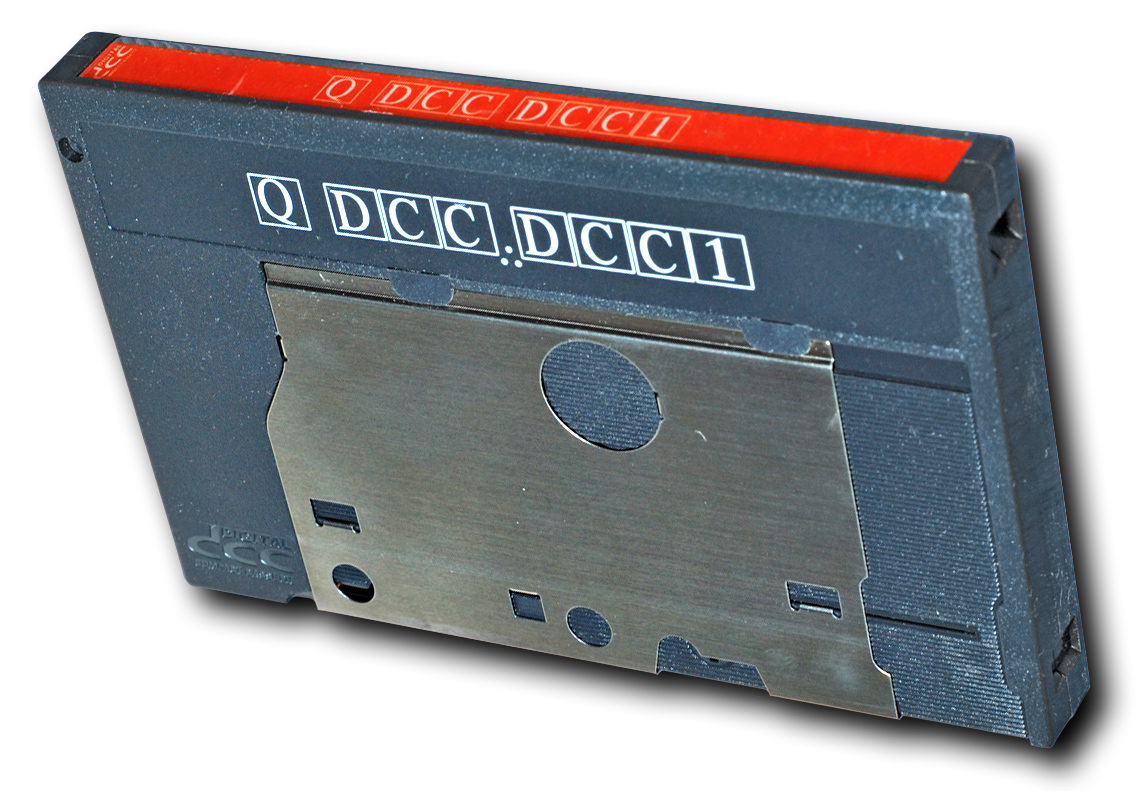
Digital Compact Cassette

Digital Compact Cassete (DCC) é um formato de mídia  de aúdio digital desenvolvido pela empresa holandesa Philips em 1992, que pode ser considerado o sucessor da fita cassete. 
Os aparelhos DCC tinham a particularidade de tanto trabalharem com as novas cassetes DCC como com as antigas analógicas. Após uma guerra comercial com as cassetes DAT, da concorrente Sony, ambas perderam o mercado para o novo formato MiniDisc (também conhecido como MD), também da Sony. A perda foi possível pela praticidade e segurança do MiniDisc, apesar da superior qualidade do DCC e do DAT que utilizavam fitas, estes por sua vez se tornaram frágeis em seu armazenamento.Por exemplo, uma fita DAT mantida em um gravador por um certo tempo dentro de um ambiente com ar  condicionado causava humidificação nas cabeças. Já o MiniDisc trabalha em ATRAC 3 com excessiva compressão DIGITAL e dependendo da pressão sonora do ambiente se perdem harmônicos importantes e o som registrado se torna estranho.  